# 溫以仁
溫以仁（1971年—）是一名臺灣指揮家，曾任貝爾格勒國家歌劇院首席指揮、台灣國家國樂團音樂總監。2009年遭團員劉寶琇指控偽造學歷因而失去所有音樂相關職位，長年奔波於官司之間，直至2017年才終於在相關案件獲得勝訴之判決。目前從事室內設計。
2004年受赫爾辛基愛樂音樂總監暨響譽國際之現代藝術作曲家賽格斯坦賞識提攜，曾多次隨赴聖彼得堡愛樂及布魯克納管絃樂團參與音樂會及其作品的首演指揮。期間並多次受芬蘭國家藝文雜誌《Kauppalehti Optio》及聖彼得堡音樂電視台專訪。
2005年在貝爾格勒國家劇院指揮普契尼歌劇《波希米亞人》，創下票房佳績。陣容包括蘇黎世歌劇院首席男高音濟維塔諾夫（Boiko Zvetanov）及英國柯芬園皇家歌劇院女高音瓦希列娃（Zvetelina Vassileva），並由塞爾維亞國家電視台進行現場實況轉播及DVD製作發行。
2005至2008年擔任貝爾格勒國家劇院首席客席指揮期間，除劇院之定期歌劇演出外，還獲邀客席指揮俄羅斯聖彼得堡學院交響樂團創團75週年團慶紀念音樂會，以及聖彼得堡愛樂交響樂團、新日本愛樂交響樂團、台灣國家交響樂團、國立台灣交響樂團、臺灣國家國樂團等之定期音樂會，為樂界少數同時橫跨中西舞台之國際指揮家。
2006年應日本交響樂協會之邀，客席指揮由小澤征爾所創辦的新日本愛樂交響樂團，與柏林愛樂長笛首席帕胡德（Emmanuel Pahud），於東京的墨田三聲音樂廳（Sumida Triphony Hall）演出。日本古典音樂媒體將此場音樂會列為2006年年度最佳音樂會之一，並評為: 「這是一個我們必須記得的名字,台灣指揮家溫以仁,他讓樂團發出了無比琦麗的聲響……」。
2007年應國立中正文化中心之邀與國家交響樂團、日本新國立劇場導演、以及國內外知名歌手等，聯手詮釋全新製作之旅美傑出華人作曲家陳玫琪之現代歌劇《梧桐雨》並於國家戲劇院舉行世界首演，日本著名古典音樂雜誌《音樂之友 Ongaku No Tomo》亦來台專訪，評為:「溫以仁優雅而流暢的指揮，將中西樂器的特色巧妙融合……」
2008年1月起任臺灣國家國樂團音樂總監，以創新思維規畫樂團首樂季。首度以跨界為概念結合【文學】、【舞蹈】、【繪畫】、【文物】、【傳統戲曲】、【樂劇】、【當代藝術】等推出藝術本質回歸系列。首度與國立故宮博物院合作【宮、樂、映像】，以多媒體呈現文物與國樂之美，大舉改造國樂音響色彩，成功的擴展國樂欣賞人口。樂劇《凍水牡丹》（廖瓊枝領銜演唱，柯銘峰編腔，盧亮輝作編曲）入圍第7屆台新藝術獎10大表演藝術。
2009年應中國廣東佛山電視台之邀，率長榮交響樂團演出現場直播之新年音樂會，獲得極高評價，並成功開啟兩岸三通以來首次的文化交流。同年1月臺灣國家國樂團音樂總監任期屆滿，轉任同團首席客座指揮，同年2月率台灣國家交響樂團參與臺中市傳統藝術節之閉幕音樂會《當東方遇上西方》，同年7月臺灣國家國樂團首席客座指揮任期屆滿。

### 交響樂團
- 奧地利國家廣播交響樂團（ORF）
- 維也納現代室內樂團（Wien Modern）
- 聖彼得堡愛樂管絃樂團
- 聖彼得堡學院交響樂團
- 布魯克納管絃樂團
- 德國塢浦塔交響樂團（Sinfonieorchester Wuppertal）
- 新日本愛樂交響樂團
- 國家交響樂團
- 國立臺灣交響樂團
- 長榮交響樂團
- 高雄市交響樂團

### 國樂團
- 臺灣國家國樂團
- 臺北市立國樂團
- 高雄市國樂團

### 合唱團
- 荀白克合唱團（Schoenberg Chor）

### 劇院
- 哈爾濱大劇院

| 前任： 首任 | 臺灣國家國樂團音樂總監 2008年1月－2009年1月 | 繼任： 懸缺 |
| 前任： 首任 | 臺灣國家國樂團首席客席指揮 2009年1月－7月   | 繼任： 懸缺 |

## 外部連結
- 溫以仁的Facebook專頁